# Nordahl Rolfsen
Johan Nordahl Brun Rolfsen, né le 12 juin 1848 à Bergen et mort le 18 janvier 1928, est un écrivain, pédagogue, enseignant, journaliste, traducteur et conférencier norvégien.
Il est surtout connu pour Læsebog for folkeskolen, une série de cinq livres destinés à l'apprentissage de la lecture à l'école primaire et devenue le manuel scolaire le plus répandu en Norvège.